# Diadiplosis cocci
Diadiplosis cocci är en tvåvingeart som beskrevs av Ephraim Porter Felt 1911. Diadiplosis cocci ingår i släktet Diadiplosis och familjen gallmyggor. Inga underarter finns listade i Catalogue of Life.